# Кубок Шотландії з футболу 1926—1927
Кубок Шотландії з футболу 1926–1927 — 49-й розіграш кубкового футбольного турніру у Шотландії. Титул у дванадцятий раз здобув Селтік.

## Третій раунд
| Команда 1                     | Рахунок | Команда 2                |
| ----------------------------- | ------- | ------------------------ |
| 19 лютого 1927                |         |                          |
| Аллоа Атлетік (2)             | 0:0     | Артурлі (2)              |
| Бакі Тісл (-)                 | 0:3     | Бонесс (2)               |
| Клайд (1)                     | 0:1     | Партік Тісл (1)          |
| Данді (1)                     | 2:4     | Селтік (1)               |
| Іст Файф (2)                  | 2:0     | Данфермлін Атлетік (1)   |
| Фолкерк (1)                   | 3:0     | Мід-Еннендейл (-)        |
| Рейнджерс (1)                 | 4:0     | Гамільтон Академікал (1) |
| 22 лютого 1927 (перегравання) |         |                          |
| Артурлі (2)                   | 3:0     | Аллоа Атлетік (2)        |
| 23 лютого 1927                |         |                          |
| Данді Юнайтед (1)             | 2:2     | Монтроз (-)              |
| 24 лютого 1927 (перегравання) |         |                          |
| Монтроз (-)                   | 1:3 дч  | Данді Юнайтед (1)        |

## Чвертьфінали
| Команда 1                     | Рахунок | Команда 2         |
| ----------------------------- | ------- | ----------------- |
| 5 березня 1927                |         |                   |
| Артурлі (2)                   | 0:3     | Іст Файф (2)      |
| Фолкерк (1)                   | 2:2     | Рейнджерс (1)     |
| Бонесс (2)                    | 2:5     | Селтік (1)        |
| Партік Тісл (1)               | 5:0     | Данді Юнайтед (1) |
| 9 березня 1927 (перегравання) |         |                   |
| Рейнджерс (1)                 | 0:1 дч  | Фолкерк (1)       |

## Півфінали
| Команда 1       | Рахунок | Команда 2       |
| --------------- | ------- | --------------- |
| 26 березня 1927 |         |                 |
| Селтік (1)      | 1:0     | Фолкерк (1)     |
| Іст Файф (2)    | 2:1     | Партік Тісл (1) |

## Фінал
| 16 квітня 1927 15:00 (CET) |

| Селтік (1)                         | 3:1 | Іст Файф (2) |
| ---------------------------------- | --- | ------------ |
| Коннолі Маклін Робертсон (автогол) |     | Вуд          |

| Гемпден-Парк, Глазго Глядачів: 80 070 |